# مارکوس کیل
مارکوس کیل (استونیایی: Markkus Keel؛ زادهٔ ۱۸ اوت ۱۹۹۵) بازیکن والیبال اهل استونی است.